# Contusus brevicaudus
Contusus brevicaudus és una espècie de peix de la família dels tetraodòntids i de l'ordre dels tetraodontiformes.

## Morfologia
- Els mascles poden assolir 25 cm de longitud total.[3][4]

## Hàbitat
És un peix de clima subtropical i demersal que viu fins als 20 m de fondària.

## Distribució geogràfica
Es troba al sud d'Austràlia: des d'Austràlia Occidental fins a Nova Gal·les del Sud, incloent-hi Tasmània.

## Costums
És nocturn.

## Observacions
És inofensiu per als humans.